# بریوزوفکا (کولیما)
بریوزوفکا (روسی: Берёзовка) یک رود در یاقوتستان کشور روسیه است.